# Ischnopteris inconspicua
Ischnopteris inconspicua là một loài bướm đêm trong họ Geometridae.